# 学習院目白キャンパス
学習院目白キャンパス（がくしゅういんめじろキャンパス）は、東京都豊島区にある学校法人学習院のキャンパス。

## 概要
学習院大学および中・高等科、幼稚園が所在する学習院最大のキャンパス。
1908年（明治41年）から利用されており、100年以上の歴史を持つ。
豊島区内唯一の自然林が残っている場所と言われている。目白駅からは、最も近い西門まで道を挟んで徒歩30秒に位置しており、利用者の多くが正門ではなく西門を利用する。ただし、キャンパス自体が広いため、目的の校舎によっては徒歩数分を要することがある。
キャンパスの大半が大学によって占められており、大学に在籍する全学部全学年の学生が目白キャンパスを利用する。
構内には、大正・昭和初期に建てられた建築物が残っており、2009年には正門、乃木館、厩舎、北別館、東別館、南1号館、西1号館が国登録有形文化財に登録された。

## 設置校
- 学習院大学
- 学習院幼稚園
- 学習院中・高等科